# The Cove (film)

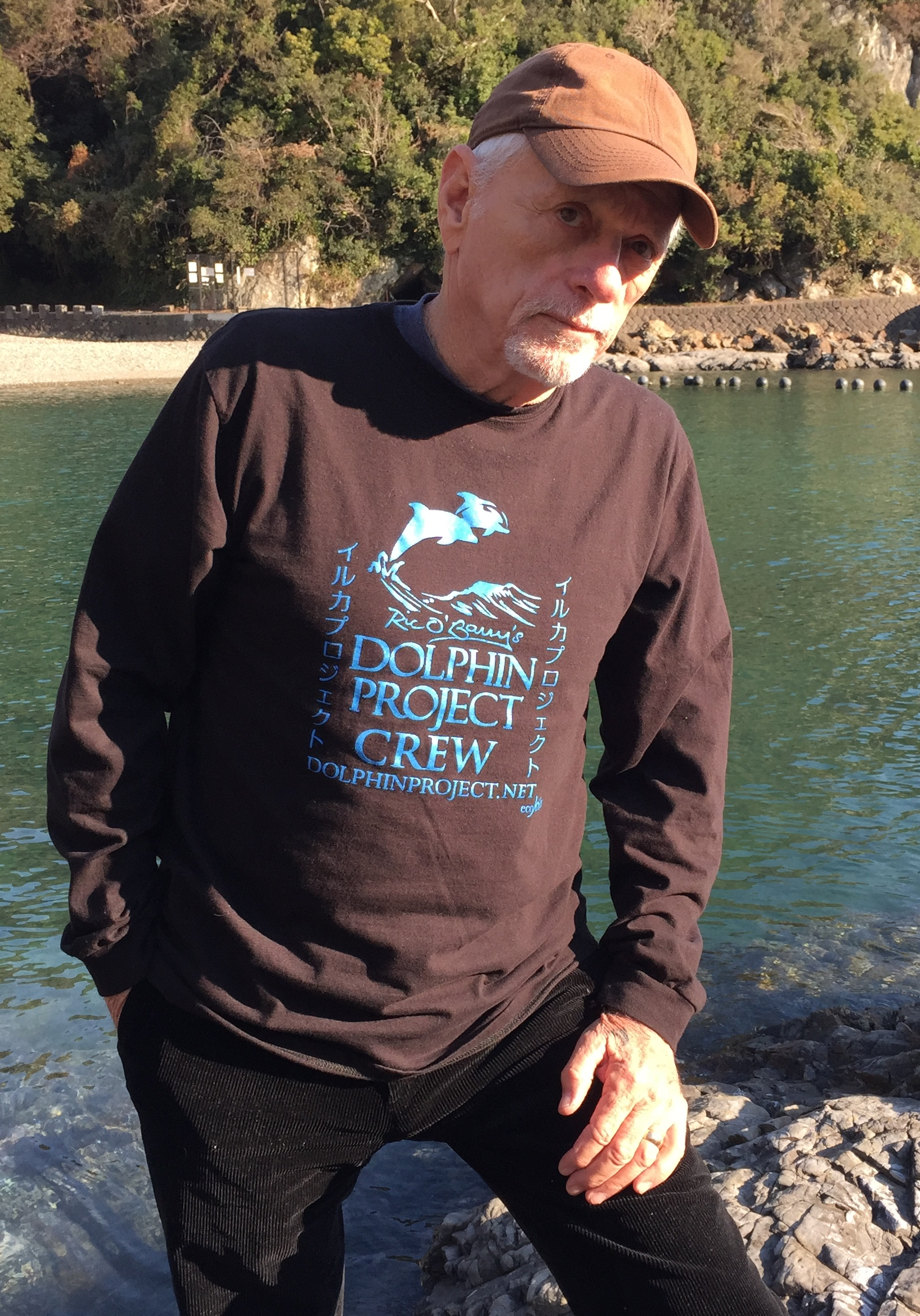
Ric O'Barry bij The Cove in 2014

The Cove is een documentairefilm uit 2009 over de dolfijnenjacht in de Japanse cultuur. In 2010 werd de documentaire bekroond met de Oscar voor Beste Documentaire.
De film is een oproep om tot actie te komen om de massale slachting van dolfijnen een halt toe te roepen, de Japanse visserij te veranderen en het publiek te informeren over de risico's en het toenemende gevaar van kwikvergiftiging in dolfijnenvlees. De film wordt verteld vanuit het oogpunt van de milieubeschermers. De film benadrukt het feit dat het aantal dolfijnen dat in Taiji gedood wordt groter is dan het aantal walvissen dat rond Antarctica gedood wordt en de film beweert dat er ieder jaar 23.000 dolfijnen en bruinvissen in Japan worden gedood door de walvisindustrie van het land. De migrerende dolfijnen worden bijeengedreven in een verborgen inham waar ze in netten worden gevangen en gedood met speren en messen over de randen van de kleine vissersboten. De film stelt dat de dolfijnenjacht zoals die in Japan plaatsvindt onnodig en wreed is.
De film werd geregisseerd door de voormalige National Geographic-fotograaf Louie Psihoyos. Delen werden stiekem gefilmd in 2007 met behulp van onderwatermicrofoons en camera's vermomd als rotsen.
De documentaire won de US Publieksprijs op het 25e jaarlijkse Sundance Film Festival in januari 2009. Het werd geselecteerd uit de 879 inzendingen in die categorie.

## Verhaal
De film volgt voormalig dolfijnentrainer Ric O'Barry op zijn zoektocht naar de activiteiten van de dolfijnenjacht in de Japanse gemeente Taiji (Wakayama). In de jaren 1960 hielp O'Barry met het vangen en trainen van vijf wilde dolfijnen die gezamenlijk de rol van "Flipper" in de succesvolle tv-serie met dezelfde naam hadden. De show, een popcultuurfenomeen, wakkerde bij het publiek een wijdverbreide verering van dolfijnen aan, wat de ontwikkeling van mariene parken heeft beïnvloed die dolfijnen in hun attracties opnamen. Een van de dolfijnen pleegde, naar de mening van O'Barry, een vorm van zelfmoord in zijn armen door het vrijwillig sluiten van haar blaasgat zodat het dier stikte, waardoor O'Barry gevangenschap van dolfijnen ging zien als een vloek en geen zegen. Dagen later werd hij gearresteerd voor het eiland Bimini tijdens een poging om een gat in de zeekooi te snijden om een gevangen dolfijn in vrijheid te stellen. Sindsdien is hij volgens de film toegewijd als fulltime pleitbezorger voor de dolfijnen rond de wereld.
Na een ontmoeting met O'Barry gaan Psihoyos en zijn team naar Taiji in Japan, een plaatsje waar men toegewijd lijkt te zijn aan de dolfijnen en walvissen die uit de kust zwemmen. In een nabije geïsoleerde inham van de zee, die omringd wordt door hekken en draad met "Keep Out"-borden, vinden echter activiteiten plaats die de lokale bevolking probeert te verbergen voor het publiek. In de inham beoefent een groep van vissers uit Taiji een drijfjacht op dolfijnen. De film stelt dat de dolfijnenjacht voor een groot deel gemotiveerd wordt door de enorme opbrengst die het oplevert voor het plaatsje door een deel van de gevangen dolfijnen te verkopen aan aquaria en zeeparken. De dolfijnen die niet in gevangenschap verkocht worden, worden ter plaatse in de inham afgeslacht en het vlees wordt aan supermarkten verkocht. Volgens anekdotisch bewijs dat in de film wordt gepresenteerd, zijn de meeste Japanners niet bekend met de jacht of de verkoop van dolfijnenvlees. De film stelt dat het dolfijnvlees gevaarlijk hoge waarden van kwik bevat en toont de profielen van lokale politici die om die reden gezorgd hebben dat het dolfijnenvlees niet tijdens de lunch op lokale scholen wordt geserveerd.
Pogingen om de dolfijnenslachting te bekijken in de inham worden fysiek geblokkeerd door lokale vrijwilligers die de bezoekers bedreigen met intimidatie, spot en woede. Buitenlanders die naar Taiji komen, met inbegrip van de bemanning van de film The Cove, worden geschaduwd en ondervraagd door de lokale politie. Als reactie hierop, samen met de Oceanic Preservation Society, zoeken Psihoyos, O'Barry, en het team naar speciale tactieken en technologie om heimelijk te filmen wat er plaatsvindt in de baai. De film toont vanuit verschillende richtingen vervolgens gedetailleerd de gebeurtenissen hoe vissers de vele tientallen achter netten gevangen dolfijnen steken, waardoor er een bloedbad ontstaat en de hele baai rood kleurt. De beelden tonen ook hoe dolfijnen al bloedend maar nog levend op boten worden getrokken en bloedende dolfijnen al spartelend en bloedend in het met netten afgezette deel rondspringen.
De film rapporteert ook over het vermeende "kopen" van stemmen door Japan in de Internationale Walvisvaartcommissie (IWC). De film geeft aan dat, terwijl Dominica zich heeft teruggetrokken uit de IWC, Japan de volgende landen voor de walvisvangstagenda heeft aangeworven: Cambodja, Ecuador, Eritrea, Guinee-Bissau, Kiribati, Laos en de Marshalleilanden. Dit is echter niet helemaal correct, Ecuador is een sterke tegenstander van de walvisjacht. Aan het einde van de film loopt O'Barry een vergadering van de commissie binnen met een tv met beelden van de dolfijnenslachting in Taiji. O'Barry maakt een rondwandeling door de overvolle zaal met het tonen van de beelden totdat hij de zaal uit wordt begeleid door de aanwezige beveiliging.
De geografische locatie van waar de dolfijnenjacht plaatsvindt is: 33° 35' 56" NB, 135° 56' 47" OL.

## Cast
- Scott Baker
- Joe Chisholm
- Mandy-Rae Cruickshank
- Charles Hambleton
- Simon Hutchins
- Kirk Krack
- Isabel Lucas
- Ric O'Barry
- Roger Payne
- John Potter
- Louie Psihoyos
- Dave Rastovich
- Zoli Teglas
- Paul Watson
- Hayden Panettiere

## Prijzen
The Cove won verschillende prijzen, onder meer:
- 82ste Oscaruitreiking (2010) - Beste documentaire
- 62nd Writers Guild Awards (2009) - Beste Documentaire
- Directors Guild of America Award (2009) - Outstanding Directorial Achievement in Documentary
- National Board of Review of Motion Pictures (2009) - Beste Documentaire
- 15th BFCA Critics' Choice Awards (2009) - Beste Documentaire
- Los Angeles Film Critics Association (2009) - Beste documentaire
- Toronto Film Critics Association Awards (2009) - Beste documentaire
- Newport Beach Film Festival (2009) - Publiekelijke oscar voor beste documentaire
- New York Film Critics Online (NYFCO) (2009) - Beste documentaire
- Sheffield Doc/Fest (2009) - The Sheffield Green Oscar